# اوبر هنو
اُوبِر هِنو (به فرانسوی: Hubert Henno) (متولد ۶ اکتبر ۱۹۷۶ در بولونیه-بیانکور) والیبالیست اهل فرانسه که از سال ۱۹۹۹ تا ۲۰۱۰ عضو تیم ملی والیبال فرانسه بود. هوبرت در قهرمانی جهان ۲۰۰۲ همراه با تیم ملی فرانسه به مدال برنز دست یافت و به عنوان بهترین لیبرو این دوره از مسابقات قهرمانی جهان انتخاب شد. هنو ۲۳۶ بازی ملی در کارنامه خود دارد. هنو سابقه بازی در تیم‌های پاریس، تورس، دینامو مسکو، رم، فورلی، بانکا لانوتی را نیز در کارنامه خود دارد و هم‌اکنون عضو باشگاه لوبه بانکا ایتالیا است.